# Edward Corsi
Edward C. Corsi (ur. 10 listopada 1897 w Nowym Jorku, zm. 24 lutego 1971 tamże) – kapitan pilot Wojska Polskiego. Amerykański ochotnik, uczestnik I wojny światowej i wojny polsko-bolszewickiej, kawaler Orderu Virtuti Militari.

## Życiorys
Urodził się na Brooklynie w Nowym Yorku. W roku 1916, jako członek Amerykańskiego Czerwonego Krzyża, zgłosił się ochotniczo do służby w Europie. Początkowo służył na froncie zachodnim jako kierowca ambulansu. Zgłosił się do służby w Legii Cudzoziemskiej, następnie przeszedł przeszkolenie lotnicze w szkole Blériota w Avord. Jako pilot-ochotnik został przydzielony do Escadrille Lafayette. Podczas ataku na niemiecki balon obserwacyjny, został raniony przechodził rekonwalescencję we francuskim szpitalu. 

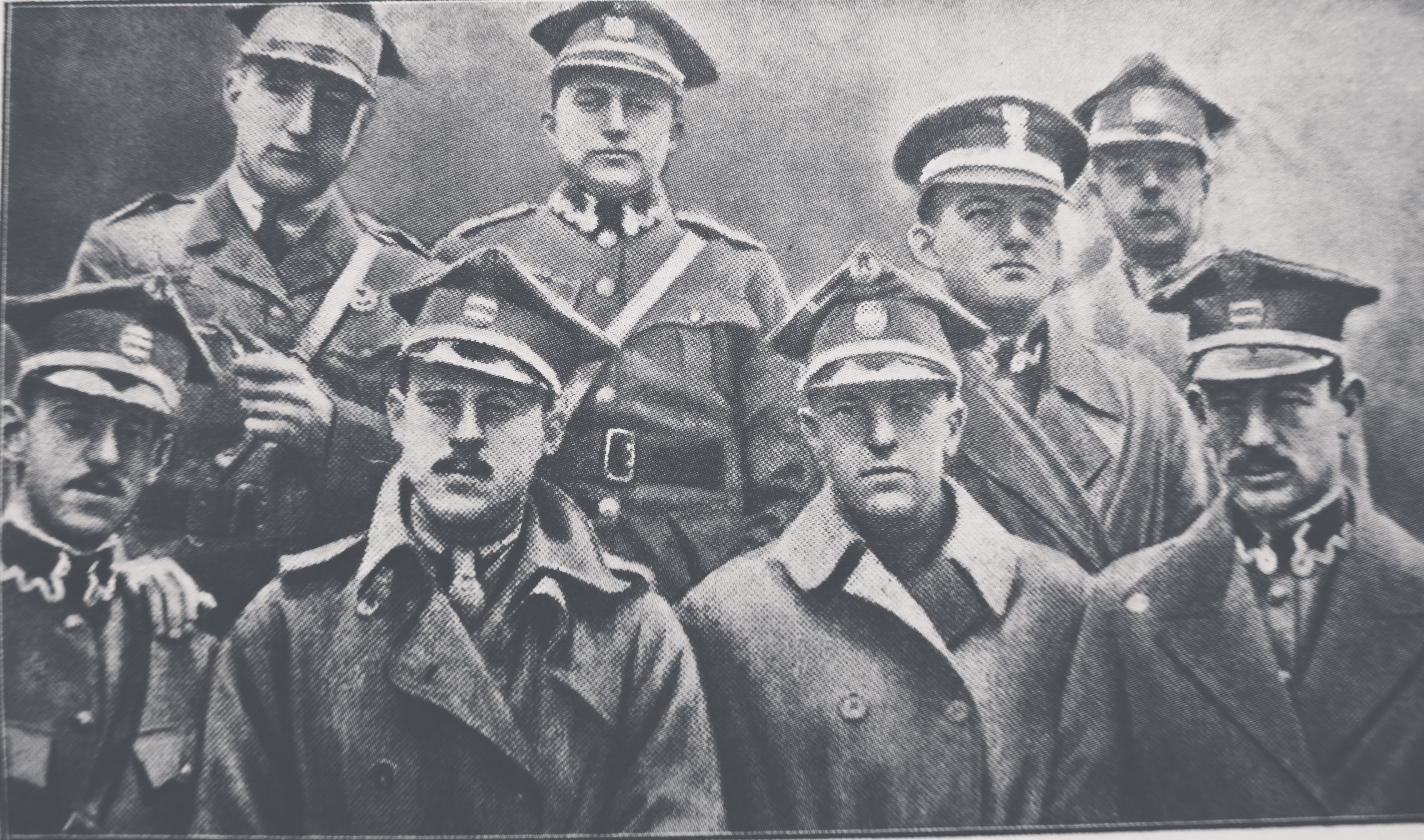
Pierwsi ochotnicy amerykańscy: Fauntleroy, Cooper, Corsi, Crawford, Shrewsbury, Clark, Rorison, Noble

Po zakończeniu działań wojennych pozostał w Europie i służył w siłach okupacyjnych w Germersheim w Niemczech. 26 sierpnia 1919 roku podpisał umowę wstępną na służbę w Wojsku Polskim i wyruszył z grupą innych amerykańskich ochotników pociągiem do Polski. Podróż odbywali udając konwojentów zaopatrzenia Czerwonego Krzyża. 14 września podpisał z Ministerstwem Spraw Wojskowych kontrakt na sześciomiesięczną służbę w Wojsku Polskim. Miesiąc później, 14 października, znalazł się grupie amerykańskich żołnierzy przyjętych na specjalnej audiencji u Naczelnika Państwa Józefa Piłsudskiego. 17 października dotarł do Lwowa i został przydzielony do 7 eskadry myśliwskiej, gdzie pełnił funkcję dowódcy klucza. 29 stycznia 1920 roku podczas przygotowań do lotu łącznikowego uszkodził swojego Albatrosa D.III. Zmienił maszynę i wykonał zadanie, pomimo tego, że w drodze powrotnej zaskoczyła go śnieżyca. Udało mu się wylądować w przygodnym terenie i zorganizować transport samolotu do macierzystej jednostki. 10 kwietnia przeprowadził rozpoznanie i o wyniku osobiście zameldował w dowództwie 2 Armii. 28 maja 1920 roku brał udział w nalotach na uzbrojone statki nieprzyjaciela na Dnieprze przyczyniając się do zatopienia jednego z nich oraz uszkodzenia drugiego.
12 czerwca 1920 roku, podczas ataku na konnicę nieprzyjaciela, jego samolot został uszkodzony ogniem artylerii przeciwlotniczej. Corsi zdołał wylądować na terenach zajętych przez polskie oddziały ale jego samolot rozpadł się przy przyziemieniu. Następnie, z por. Jerzym Weberem, został przydzielony do Dywizji Jazdy gen. Jana Romera i prowadzili rozpoznanie na rzecz Frontu Ukraińskiego. 16 lipca dowodził atakami czterosamolotowej formacji na kolumny kawalerii nieprzyjaciela.
Jedenastego sierpnia 1920 roku, w parze z Elliotem Chessem, atakował konnicę Armii Czerwonej na wschód od Korczowa. następnie brał udział w obronie Lwowa, podczas której atakował z niskiej wysokości oddziały wroga.
Drugiego października, wraz z innymi lotnikami 7 em, na lotnisku Lewandówka został odznaczony przez generała Stanisława Hallera Krzyżem Srebrnym Orderu Wojskowego Virtuti Militari.
Po zakończeniu działań wojennych nadal pełnił służbę w Wojsku Polskim. 21 lutego 1921 roku został skierowany do Oficerskiej Szkoły Obserwatorów Lotniczych w Toruniu na tzw. kurs informacyjny, który ukończył po miesiącu. 10 maja 1921 roku, wraz z innymi amerykańskimi pilotami latającymi w 7 em, został przyjęty w Belwederze przez marszałka Józefa Piłsudskiego i odznaczony Krzyżem Walecznych po raz drugi.
2 maja 1923 roku został zwolniony ze służby kontraktowej w Wojsku Polskim i powrócił do Stanów Zjednoczonych. Pracował w przemyśle lotniczym a następnie w branży ubezpieczeniowej. W 1933 roku wydał książkę pt. "Poland: Land of the White Eagle", w której opisał swe doświadczenia z pobytu w Polsce. Zmarł 24 lutego 1971 roku na Brooklynie w Nowym Jorku.

## Odznaczenia i odznaki
Za swą służbę został odznaczony:
- Krzyżem Srebrnym Orderu Wojskowego Virtuti Militari nr 3018 – 8 kwietnia 1921[20][21]
- Polową Odznaką Pilota nr 105 – 11 listopada 1928 „za loty bojowe nad nieprzyjacielem w czasie wojny 1918–1920”[22]
- Krzyżem Walecznych – dwukrotnie
- Krzyżem Żołnierzy Polskich z Ameryki.